# جيف برادلي (دراج)
جيف برادلي (بالإنجليزية: Jeff Bradley)‏ مواليد 29 مايو 1961 في ألاباما، الولايات المتحدة، هو دراج أمريكي سابق.

## روابط خارجية
- جيف برادلي على موقع أرشيف الدراجات (الإنجليزية)
- جيف برادلي على موقع إحصائيات الدراجات الإحترافية (الإنجليزية)